# Exsula nigridorsa
Exsula nigridorsa är en fjärilsart som beskrevs av Chandeze. 1927. Exsula nigridorsa ingår i släktet Exsula och familjen nattflyn. Inga underarter finns listade i Catalogue of Life.